# Harry Wennberg (ingenjör)
Harry Bertil Wennberg, född 22 juli 1909 i Göteborg, död 5 december 1994, var en svensk elektroingenjör. 
Wennberg, som var son till övermaskinist J.F. Wennberg och Berta Ohlsson, utexaminerades från Chalmers tekniska institut 1931. Han var anställd vid Eliassons elektriska konsultationsbyrå 1933–1934, vid Lunds elverk 1934–1936, chef för Mariestads el-, gas- och vattenverk 1936–1939, chef för AB Solna elverk 1939–1942, direktör för Eskilstuna gas- och elverk 1942–1945 och för Göteborgs stads gas- och elverk 1945–1949, AB Elektroskandia 1950, verkställande direktör där 1951–1955, i AB Elektro Helios 1955–1963 och i AB Electrolux 1963–1967. 
Wennberg var ledamot av styrelsen för Svenska elverkens ekonomiska förening från 1942, vice ordförande från 1947, ledamot av styrelsen för Svenska elverksföreningen från 1944, sekreterare i Tekniska föreningen i Eskilstuna 1944–1946, ordförande i Tekniska samfundets avdelning för elektroteknik i Göteborg och i elektrotekniska fackskolans avdelningsråd vid Chalmers tekniska högskola 1952–1960 (vice ordförande 1948–1952). Han var stiftare av och ordförande i Svenska värmeverksföreningen 1950–1955 (hedersledamot), ordförande Svenska försäljnings- och reklamförbundet 1960–1963, Svenska Teknologföreningen 1962–1963 (vice ordförande 1960) och styrelseledamot i Föreningen för elektricitetens rationella användning (FERA) 1951–1975 (vice ordförande 1961–1971, ordförande 1971–1975).
Han var gift med ämnesläraren Ingrid Örnberg (1905–1999), och far till Lena Wennberg, psykologen Bodil Wennberg och Suzanne Wennberg. Makarna Wennberg är gravsatta på Norra begravningsplatsen utanför Stockholm.